# Troisième circonscription de la Côte-d'Or
La troisième circonscription de la Côte-d'Or est l'une des 5 circonscriptions législatives françaises que compte le département de la Côte-d'Or (21) situé en région Bourgogne-Franche-Comté.

## Description géographique et démographique

### De 1958 à 1986
La troisième circonscription de la Côte-d'Or était composée de :
- Canton d'Arnay-le-Duc
- Canton de Beaune-Nord
- Canton de Beaune-Sud
- Canton de Bligny-sur-Ouche
- Canton de Liernais
- Canton de Nolay
- Canton de Nuits-Saint-Georges
- Canton de Pouilly-en-Auxois
- Canton de Saint-Jean-de-Losne
- Canton de Seurre

Source : Journal Officiel du 14-15 Octobre 1958.

### Depuis 1988
La troisième circonscription de la Côte-d'Or est délimitée par le découpage électoral de la loi n°86-1197 du 24 novembre 1986, elle regroupe depuis 2015 les divisions administratives suivantes : 
- Canton de Chenôve ;
- Canton de Chevigny-Saint-Sauveur ;
- Cantons de Dijon-4 et Dijon-5 ;
- la partie dijonnaise du canton de Dijon-6 ;
- Canton de Genlis ;
- une partie du canton de Longvic (Longvic, Ouges, Bretenière, Perrigny-lès-Dijon) ;
- une partie du canton de Saint-Apollinaire (Arc-sur-Tille, Couternon, Remilly-sur-Tille).

D'après le recensement général de la population en 1999, réalisé par l'Institut national de la statistique et des études économiques (INSEE), la population totale de cette circonscription est estimée à 103021 habitants,.

## Historique des députations
| Législature | Début de mandat | Fin de mandat  | Député           | Parti politique | Observations                                                                           |
| ----------- | --------------- | -------------- | ---------------- | --------------- | -------------------------------------------------------------------------------------- |
| IXe         | 23 juin 1988    | 1er avril 1993 | Roland Carraz,   | PS,             |                                                                                        |
| Xe          | 2 avril 1993    | 21 avril 1997  | Lucien Brenot,   | CNI,            | Mandat écourté à la suite d'une dissolution parlementaire décidée par Jacques Chirac.  |
| XIe         | 12 juin 1997    | 18 juin 2002   | Roland Carraz,   | MDC,            | décès de Roland Carraz le 9 décembre 1999 ; suppléant : Michel Étiévant (PS).          |
| XIIe        | 19 juin 2002    | 19 juin 2007   | Claude Darciaux, | PS,             |                                                                                        |
| XIIIe       | 20 juin 2007    | 19 juin 2012   | Claude Darciaux, | PS,             |                                                                                        |
| XIVe        | 20 juin 2012    | 20 juin 2017   | Kheira Bouziane  | PS              |                                                                                        |
| XVe         | 21 juin 2017    | 21 juin 2022   | Fadila Khattabi  | LREM            |                                                                                        |
| XVIe        | 22 juin 2022    | 9 juin 2024    | Fadila Khattabi  | RE              | Mandat écourté à la suite d'une dissolution parlementaire décidée par Emmanuel Macron. |
| XVIIe       | 8 juillet 2024  | En cours       | Pierre Pribetich | PS              |                                                                                        |

## Historique des élections

### Élections de 1958
| Candidat       | Candidat         | Parti          | Premier tour | Premier tour | Second tour | Second tour |  |
| Candidat       | Candidat         | Parti          | Voix         | %            | Voix        | %           |  |
| -------------- | ---------------- | -------------- | ------------ | ------------ | ----------- | ----------- |  |
|                | Albert Lalle élu | CNIP           | 17 311       | 47,54        | 18 886      | 52,5        |  |
|                | Pierre Meunier   | UP (PCF)       | 8 471        | 23,27        | 10 776      | 29,96       |  |
|                | Auguste Variot   | SFIO           | 5 343        | 14,67        | Retrait     | Retrait     |  |
|                | René Jullien     | Modérés        | 5 285        | 14,52        | 6 310       | 17,54       |  |
|                |                  |                |              |              |             |             |  |
| Inscrits       | Inscrits         | Inscrits       | 51 826       | 100,00       | 51 793      | 100,00      |  |
| Abstentions    | Abstentions      | Abstentions    | 14 169       | 27,34        | 15 003      | 28,97       |  |
| Votants        | Votants          | Votants        | 37 657       | 72,66        | 36 790      | 71,03       |  |
| Blancs et nuls | Blancs et nuls   | Blancs et nuls | 1 247        | 3,31         | 818         | 2,22        |  |
| Exprimés       | Exprimés         | Exprimés       | 36 410       | 96,69        | 35 972      | 97,78       |  |

Le suppléant d'Albert Lalle était Jean Latour, viticulteur, conseiller général du canton de Beaune-Nord, maire d'Aloxe-Corton.

### Élections de 1962
|                | Albert Lalle sortant réélu | RI             | 14 799 | 54,51  |  |  |  |
|                | Henri Écard                | Radsoc         | 6 372  | 23,47  |  |  |  |
|                | Georges Busseuil           | PCF            | 4 391  | 16,17  |  |  |  |
|                | André Martin               | UFF            | 1 585  | 5,84   |  |  |  |
|                |                            |                |        |        |  |  |  |
| Inscrits       | Inscrits                   | Inscrits       | 51 027 | 100,00 |  |  |  |
| Abstentions    | Abstentions                | Abstentions    | 21 169 | 41,49  |  |  |  |
| Votants        | Votants                    | Votants        | 29 858 | 58,51  |  |  |  |
| Blancs et nuls | Blancs et nuls             | Blancs et nuls | 2 711  | 9,08   |  |  |  |
| Exprimés       | Exprimés                   | Exprimés       | 27 147 | 90,92  |  |  |  |

Le suppléant d'Albert Lalle était Jean Latour.

### Élections de 1967
| Candidat       | Candidat             | Parti          | Premier tour | Premier tour | Second tour | Second tour |  |
| Candidat       | Candidat             | Parti          | Voix         | %            | Voix        | %           |  |
| -------------- | -------------------- | -------------- | ------------ | ------------ | ----------- | ----------- |  |
|                | Albert Lalle sortant | RI             | 15 246       | 41,71        | 18 239      | 49,63       |  |
|                | Pierre Charles élu   | FGDS (Radical) | 9 909        | 27,11        | 18 510      | 50,37       |  |
|                | Marcel Harbelot      | PCF            | 5 701        | 15,6         | Retrait     | Retrait     |  |
|                | Philippe Demoisy     | CD (PDM)       | 5 699        | 15,59        | Retrait     | Retrait     |  |
|                |                      |                |              |              |             |             |  |
| Inscrits       | Inscrits             | Inscrits       | 50 764       | 100,00       | 50 748      | 100,00      |  |
| Abstentions    | Abstentions          | Abstentions    | 13 259       | 26,12        | 13 008      | 25,63       |  |
| Votants        | Votants              | Votants        | 37 505       | 73,88        | 37 740      | 74,37       |  |
| Blancs et nuls | Blancs et nuls       | Blancs et nuls | 950          | 2,53         | 991         | 2,63        |  |
| Exprimés       | Exprimés             | Exprimés       | 36 555       | 97,47        | 36 749      | 97,37       |  |

Le suppléant de Pierre Charles était Auguste Variot, exploitant agricole, conseiller général SFIO du canton de Saint-Jean-de-Losne, maire de Saint-Usage.

### Élections de 1968
| Candidat       | Candidat                | Parti          | Premier tour | Premier tour | Second tour | Second tour |  |
| Candidat       | Candidat                | Parti          | Voix         | %            | Voix        | %           |  |
| -------------- | ----------------------- | -------------- | ------------ | ------------ | ----------- | ----------- |  |
|                | Jean-Philippe Lecat élu | UDR (URP)      | 14 254       | 37,63        | 21 746      | 57,85       |  |
|                | Pierre Charles sortant  | FGDS (Radical) | 9 868        | 26,05        | 15 847      | 42,15       |  |
|                | Philippe Demoisy        | CD (PDM)       | 4 632        | 12,23        |             |             |  |
|                | Bernard Barbier         | RI             | 4 541        | 11,99        |             |             |  |
|                | Marcel Harbelot         | PCF            | 3 878        | 10,24        |             |             |  |
|                | Aimé Thirard            | PSU            | 706          | 1,86         |             |             |  |
|                |                         |                |              |              |             |             |  |
| Inscrits       | Inscrits                | Inscrits       | 50 499       | 100,00       | 50 419      | 100,00      |  |
| Abstentions    | Abstentions             | Abstentions    | 12 101       | 23,96        | 12 070      | 23,94       |  |
| Votants        | Votants                 | Votants        | 38 398       | 76,04        | 38 349      | 76,06       |  |
| Blancs et nuls | Blancs et nuls          | Blancs et nuls | 519          | 1,35         | 756         | 1,97        |  |
| Exprimés       | Exprimés                | Exprimés       | 37 879       | 98,65        | 37 593      | 98,03       |  |

Le suppléant de Jean-Philippe Lecat était Henri Moine, maire de Beaune. Henri Moine remplaça Jean-Philippe Lecat, nommé membre du gouvernement, du 17 juin 1972 au 1er avril 1973.

### Élections de 1973
| Candidat         | Candidat                | Parti          | Premier tour | Premier tour | Second tour | Second tour |  |
| Candidat         | Candidat                | Parti          | Voix         | %            | Voix        | %           |  |
| ---------------- | ----------------------- | -------------- | ------------ | ------------ | ----------- | ----------- |  |
|                  | Jean-Philippe Lecat élu | UDR (URP)      | 18 471       | 46,27        | 22 185      | 54,77       |  |
|                  | Pierre Charles          | MRG (UGSD)     | 10 916       | 27,35        | 18 319      | 45,23       |  |
|                  | Marcel Harbelot         | PCF            | 5 441        | 13,63        | Retrait     | Retrait     |  |
|                  | Philippe Demoisy        | CD (MR)        | 5 090        | 12,72        |             |             |  |
|                  |                         |                |              |              |             |             |  |
| Inscrits         | Inscrits                | Inscrits       | 51 904       | 100,00       | 51 896      | 100,00      |  |
| Abstentions      | Abstentions             | Abstentions    | 11 235       | 21,65        | 10 539      | 20,31       |  |
| Votants          | Votants                 | Votants        | 40 669       | 78,35        | 41 357      | 79,69       |  |
| Blancs et nuls   | Blancs et nuls          | Blancs et nuls | 751          | 1,85         | 853         | 2,06        |  |
| Exprimés         | Exprimés                | Exprimés       | 39 918       | 98,15        | 40 504      | 97,94       |  |
| Source : CEVIPOF |                         |                |              |              |             |             |  |

Le suppléant de Jean-Philippe Lecat était Henri Moine. Henri Moine remplaça Jean-Philippe Lecat, nommé membre du gouvernement, du 13 mai 1973 au 2 avril 1978.

### Élection partielle du 30 septembre et du 6 octobre 1974
Le 6 octobre 1974, Pierre Charles, MRG est élu député à la suite de la démission de Henri Moine, suppléant de Jean-Philippe Lecat.
| Candidat                                              | Candidat                    | Parti          | Premier tour | Premier tour | Second tour | Second tour |  |
| Candidat                                              | Candidat                    | Parti          | Voix         | %            | Voix        | %           |  |
| ----------------------------------------------------- | --------------------------- | -------------- | ------------ | ------------ | ----------- | ----------- |  |
|                                                       | Jean-Philippe Lecat sortant | UDR            | 13 937       | 44,36        | 17 382      | 46,69       |  |
|                                                       | Pierre Charles élu          | MRG (PS)       | 12 708       | 40,45        | 19 854      | 53,31       |  |
|                                                       | Marcel Harbelot             | PCF            | 5 441        | 9,90         |             |             |  |
|                                                       | Jean Maupoil                | Sans étiquette | 800          | 2,54         |             |             |  |
|                                                       | Édouard Silberstein         | LO             | 516          | 1,64         |             |             |  |
|                                                       | Gilbert Cottinet            | FN             | 343          | 1,09         |             |             |  |
|                                                       |                             |                |              |              |             |             |  |
| Inscrits                                              | Inscrits                    | Inscrits       | 54 449       | 100,00       | 54 588      | 100,00      |  |
| Abstentions                                           | Abstentions                 | Abstentions    | 22 493       | 41,31        | 16 764      | 30,71       |  |
| Votants                                               | Votants                     | Votants        | 31 956       | 58,69        | 37 824      | 69,29       |  |
| Blancs et nuls                                        | Blancs et nuls              | Blancs et nuls | 541          | 1,69         | 588         | 1,55        |  |
| Exprimés                                              | Exprimés                    | Exprimés       | 31 415       | 98,31        | 37 236      | 98,45       |  |
| Source : Le Monde, éditions des 1er et 8 octobre 1974 |                             |                |              |              |             |             |  |

Le suppléant de Pierre Charles était Michel Volatier, membre du PS, professeur de collège à Beaune.

### Élections de 1978
| Candidat       | Candidat                | Parti          | Premier tour | Premier tour | Second tour | Second tour |  |
| Candidat       | Candidat                | Parti          | Voix         | %            | Voix        | %           |  |
| -------------- | ----------------------- | -------------- | ------------ | ------------ | ----------- | ----------- |  |
|                | Jean-Philippe Lecat élu | RPR            | 22 541       | 47,4         | 26 369      | 53,14       |  |
|                | Pierre Charles sortant  | MRG            | 15 507       | 32,61        | 23 250      | 46,86       |  |
|                | Guy Veillet             | PCF            | 5 387        | 11,33        |             |             |  |
|                | Marie-Renée Pytel       | Écologie 78    | 1 707        | 3,59         |             |             |  |
|                | Jean Maupoil            | Extrême droite | 879          | 1,85         |             |             |  |
|                | Jacqueline Lambert      | LO             | 810          | 1,7          |             |             |  |
|                | Stéphanie Heinen-Lesiak | MDD            | 727          | 1,53         |             |             |  |
|                |                         |                |              |              |             |             |  |
| Inscrits       | Inscrits                | Inscrits       | 58 698       | 100,00       | 58 755      | 100,00      |  |
| Abstentions    | Abstentions             | Abstentions    | 10 456       | 17,81        | 8 416       | 14,32       |  |
| Votants        | Votants                 | Votants        | 48 242       | 82,19        | 50 339      | 85,68       |  |
| Blancs et nuls | Blancs et nuls          | Blancs et nuls | 684          | 1,42         | 720         | 1,43        |  |
| Exprimés       | Exprimés                | Exprimés       | 47 558       | 98,58        | 49 619      | 98,57       |  |

Le suppléant de Jean-Philippe Lecat était Lucien Jacob, exploitant agricole, maire d'Échevronne. Lucien Jacob remplaça Jean-Philippe Lecat, nommé membre du gouvernement, du 6 mai 1978 au 22 mai 1981.

### Élections de 1981
| Candidat       | Candidat                    | Parti               | Premier tour | Premier tour | Second tour | Second tour |  |
| Candidat       | Candidat                    | Parti               | Voix         | %            | Voix        | %           |  |
| -------------- | --------------------------- | ------------------- | ------------ | ------------ | ----------- | ----------- |  |
|                | Jean-Philippe Lecat sortant | Divers droite (UNM) | 20 171       | 46,77        | 23 190      | 48,79       |  |
|                | François Patriat élu        | PS                  | 10 556       | 24,48        | 24 344      | 51,21       |  |
|                | Pierre Charles              | MRG                 | 9 507        | 22,04        | Retrait     | Retrait     |  |
|                | Guy Veillet                 | PCF                 | 2 894        | 6,71         |             |             |  |
|                |                             |                     |              |              |             |             |  |
| Inscrits       | Inscrits                    | Inscrits            | 60 848       | 100,00       | 60 825      | 100,00      |  |
| Abstentions    | Abstentions                 | Abstentions         | 17 229       | 28,31        | 12 594      | 20,71       |  |
| Votants        | Votants                     | Votants             | 43 619       | 71,69        | 48 231      | 79,29       |  |
| Blancs et nuls | Blancs et nuls              | Blancs et nuls      | 491          | 1,13         | 697         | 1,45        |  |
| Exprimés       | Exprimés                    | Exprimés            | 43 128       | 98,87        | 47 534      | 98,55       |  |

Le suppléant de François Patriat était Daniel Freitag, professeur, conseiller général du canton de Saint-Jean-de-Losne.

### Élections de 1988
|                | Roland Carraz sortant réélu | PS             | 17 348 | 50,84  |  |  |  |
|                | Bernard Barbier             | UDF (PR) (URC) | 10 758 | 31,53  |  |  |  |
|                | Serge Pirat                 | FN             | 3 398  | 9,96   |  |  |  |
|                | Marcel Yanelli              | PCF            | 1 792  | 5,25   |  |  |  |
|                | Michel Dole                 | Extrême gauche | 829    | 2,43   |  |  |  |
|                |                             |                |        |        |  |  |  |
| Inscrits       | Inscrits                    | Inscrits       | 56 618 | 100,00 |  |  |  |
| Abstentions    | Abstentions                 | Abstentions    | 21 938 | 38,75  |  |  |  |
| Votants        | Votants                     | Votants        | 34 680 | 61,25  |  |  |  |
| Blancs et nuls | Blancs et nuls              | Blancs et nuls | 555    | 1,6    |  |  |  |
| Exprimés       | Exprimés                    | Exprimés       | 34 125 | 98,4   |  |  |  |

Le suppléant de Roland Carraz était Hervé Bonnavaud, professeur, conseiller municipal de Chevigny-Saint-Sauveur.

### Élections de 1993
| Candidat       | Candidat              | Parti          | Premier tour | Premier tour | Second tour | Second tour |  |
| Candidat       | Candidat              | Parti          | Voix         | %            | Voix        | %           |  |
| -------------- | --------------------- | -------------- | ------------ | ------------ | ----------- | ----------- |  |
|                | Lucien Brenot élu     | CNIP (UPF)     | 14 070       | 37,74        | 19 313      | 50,11       |  |
|                | Roland Carraz sortant | PS (ADFP)      | 11 076       | 29,71        | 19 231      | 49,89       |  |
|                | Charles Cavin         | FN             | 4 821        | 12,93        |             |             |  |
|                | Alexandre Jurado      | Les Verts (EÉ) | 2 884        | 7,74         |             |             |  |
|                | Marcel Yanelli        | PCF            | 1 917        | 5,14         |             |             |  |
|                | Germaine Blanc        | LT-LNÉ         | 1 448        | 3,88         |             |             |  |
|                | Monique Niang         | LO             | 572          | 1,53         |             |             |  |
|                | Alain Bony            | PT             | 495          | 1,33         |             |             |  |
|                |                       |                |              |              |             |             |  |
| Inscrits       | Inscrits              | Inscrits       | 59 971       | 100,00       | 59 970      | 100,00      |  |
| Abstentions    | Abstentions           | Abstentions    | 20 549       | 34,26        | 19 334      | 32,24       |  |
| Votants        | Votants               | Votants        | 39 422       | 65,74        | 40 636      | 67,76       |  |
| Blancs et nuls | Blancs et nuls        | Blancs et nuls | 2 139        | 5,43         | 2 092       | 5,15        |  |
| Exprimés       | Exprimés              | Exprimés       | 37 283       | 94,57        | 38 544      | 94,85       |  |

La suppléante de Lucien Brenot était Marie-Françoise Jacquet, directrice d'école.
Lucien Brenot était apparenté au groupe RPR.

### Élections de 1997
| Candidat                     | Candidat              | Parti                   | Premier tour | Premier tour | Second tour | Second tour |  |
| Candidat                     | Candidat              | Parti                   | Voix         | %            | Voix        | %           |  |
| ---------------------------- | --------------------- | ----------------------- | ------------ | ------------ | ----------- | ----------- |  |
|                              | Roland Carraz élu     | MDC (PS)                | 12 389       | 31,23        | 22 046      | 53,64       |  |
|                              | Lucien Brenot sortant | LDI (CNIP) (RPR, UDF)   | 10 636       | 26,81        | 19 053      | 46,36       |  |
|                              | Charles Cavin         | FN                      | 8 980        | 22,64        | Retrait     | Retrait     |  |
|                              | Isabelle de Almeida   | PCF                     | 2 488        | 6,27         |             |             |  |
|                              | Patrick Saunie        | Les Verts               | 2 167        | 5,46         |             |             |  |
|                              | Alexandre Jurado      | Divers écologiste (MÉI) | 997          | 2,51         |             |             |  |
|                              | Monique Niang         | Extrême gauche (LO)     | 964          | 2,43         |             |             |  |
|                              | Daniele Patinet       | Extrême gauche (LCR)    | 580          | 1,46         |             |             |  |
|                              | Alain Bony            | Extrême gauche (PT)     | 471          | 1,19         |             |             |  |
|                              |                       |                         |              |              |             |             |  |
| Inscrits                     | Inscrits              | Inscrits                | 61 194       | 100,00       | 61 191      | 100,00      |  |
| Abstentions                  | Abstentions           | Abstentions             | 19 613       | 32,05        | 17 111      | 27,96       |  |
| Votants                      | Votants               | Votants                 | 41 581       | 67,95        | 44 080      | 72,04       |  |
| Blancs et nuls               | Blancs et nuls        | Blancs et nuls          | 1 909        | 4,59         | 2 981       | 6,76        |  |
| Exprimés                     | Exprimés              | Exprimés                | 39 672       | 95,41        | 41 099      | 93,24       |  |
| Source : Assemblée nationale |                       |                         |              |              |             |             |  |

Le suppléant de Roland Carraz était Michel Étiévant, responsable commercial, chargé de mission, maire de Longvic. Michel Etiévant remplaça Roland Carraz, décédé, du 10 décembre 1999 au 18 juin 2002.

### Élections de 2002
| Candidat       | Candidat              | Parti            | Premier tour | Premier tour | Second tour | Second tour |  |
| Candidat       | Candidat              | Parti            | Voix         | %            | Voix        | %           |  |
| -------------- | --------------------- | ---------------- | ------------ | ------------ | ----------- | ----------- |  |
|                | Lucien Brenot         | CNIP             | 14 499       | 36,64        | 17 610      | 49,32       |  |
|                | Claude Darciaux élue  | PS               | 13 374       | 33,8         | 18 096      | 50,68       |  |
|                | Charles Cavin         | FN               | 5 597        | 14,14        |             |             |  |
|                | Thierry Falconnet     | Pôle républicain | 1 800        | 4,55         |             |             |  |
|                | Patrick Saunié        | Les Verts        | 1 203        | 3,04         |             |             |  |
|                | Danièle Patinet       | LCR              | 736          | 1,86         |             |             |  |
|                | Monique Niang         | LO               | 495          | 1,25         |             |             |  |
|                | Hervé Mathiasin       | Divers           | 452          | 1,14         |             |             |  |
|                | Marie-Paule Gros      | MNR              | 349          | 0,88         |             |             |  |
|                | Michel Monot          | CPNT             | 304          | 0,77         |             |             |  |
|                | Patrick Muller        | MÉI              | 276          | 0,7          |             |             |  |
|                | Marie-France Villaume | PT               | 218          | 0,55         |             |             |  |
|                | Jacques Mercier       | GÉ               | 174          | 0,44         |             |             |  |
|                | Michel Dudragne       | Divers           | 93           | 0,24         |             |             |  |
|                |                       |                  |              |              |             |             |  |
| Inscrits       | Inscrits              | Inscrits         | 63 336       | 100,00       | 63 336      | 100,00      |  |
| Abstentions    | Abstentions           | Abstentions      | 23 014       | 36,34        | 26 370      | 41,64       |  |
| Votants        | Votants               | Votants          | 40 322       | 63,66        | 36 966      | 58,36       |  |
| Blancs et nuls | Blancs et nuls        | Blancs et nuls   | 752          | 1,86         | 1 260       | 3,41        |  |
| Exprimés       | Exprimés              | Exprimés         | 39 570       | 98,14        | 35 706      | 96,59       |  |

Le suppléant de Claude Darciaux était Michel Bachelard, conseiller général du canton de Dijon-2, Premier adjoint au maire, puis maire de Quetigny, employé de La Poste.

### Élections de 2007
| Candidat       | Candidat                        | Parti          | Premier tour | Premier tour | Second tour | Second tour |  |
| Candidat       | Candidat                        | Parti          | Voix         | %            | Voix        | %           |  |
| -------------- | ------------------------------- | -------------- | ------------ | ------------ | ----------- | ----------- |  |
|                | Anne-Marie Beaudouvi            | UMP            | 15 192       | 38,78        | 18 647      | 46,74       |  |
|                | Claude Darciaux sortante réélue | PS             | 13 728       | 35,04        | 21 252      | 53,26       |  |
|                | François Deseille               | UDF–MoDem      | 2 794        | 7,13         |             |             |  |
|                | Rémy Boursot                    | FN             | 1 906        | 4,87         |             |             |  |
|                | Stéphanie Modde                 | Les Verts      | 1 428        | 3,65         |             |             |  |
|                | Danièle Patinet                 | LCR            | 921          | 2,35         |             |             |  |
|                | Isabelle de Almeida             | PCF            | 918          | 2,34         |             |             |  |
|                | Jean-François Bathelier         | MPF            | 740          | 1,89         |             |             |  |
|                | Claire Rocher                   | LO             | 345          | 0,88         |             |             |  |
|                | Jean-Marc Mulenet               | Divers         | 299          | 0,76         |             |             |  |
|                | Jacques Bonnot                  | PT             | 285          | 0,73         |             |             |  |
|                | Gabriel Michéa                  | MNR            | 242          | 0,62         |             |             |  |
|                | Pascal Moriou                   | DLR            | 147          | 0,38         |             |             |  |
|                | Nouna Southiphone               | MÉI            | 122          | 0,31         |             |             |  |
|                | Khadidja Benhadji               | Divers         | 108          | 0,28         |             |             |  |
|                |                                 |                |              |              |             |             |  |
| Inscrits       | Inscrits                        | Inscrits       | 68 655       | 100,00       | 68 647      | 100,00      |  |
| Abstentions    | Abstentions                     | Abstentions    | 28 828       | 41,99        | 27 792      | 40,49       |  |
| Votants        | Votants                         | Votants        | 39 827       | 58,01        | 40 855      | 59,51       |  |
| Blancs et nuls | Blancs et nuls                  | Blancs et nuls | 652          | 1,64         | 956         | 2,34        |  |
| Exprimés       | Exprimés                        | Exprimés       | 39 175       | 98,36        | 39 899      | 97,66       |  |

### Élections de 2012
| Candidat                          | Candidat                  | Parti           | Premier tour | Premier tour | Second tour | Second tour |  |
| Candidat                          | Candidat                  | Parti           | Voix         | %            | Voix        | %           |  |
| --------------------------------- | ------------------------- | --------------- | ------------ | ------------ | ----------- | ----------- |  |
|                                   | Kheira Bouziane élue      | PS              | 15 058       | 37,98        | 19 948      | 53,04       |  |
|                                   | Pascale Caravel           | UMP             | 10 788       | 27,21        | 17 660      | 46,96       |  |
|                                   | Sylvie Ruelloux           | RBM (FN)        | 6 402        | 16,15        |             |             |  |
|                                   | Isabelle de Almeida       | FG (PCF) (MRC)  | 2 620        | 6,61         |             |             |  |
|                                   | Jean-Philippe Morel       | PRV (LGM, ARES) | 1 481        | 3,74         |             |             |  |
|                                   | Isabelle Loos-Maillard    | CpF (MoDem)     | 1 240        | 3,13         |             |             |  |
|                                   | Bruno Louis               | EÉLV (MÉI)      | 1 140        | 2,88         |             |             |  |
|                                   | Dominique Mauri           | AÉI             | 355          | 0,90         |             |             |  |
|                                   | Stéphane Pournin          | LO              | 252          | 0,64         |             |             |  |
|                                   | Danièle Patinet-Hollinger | NPA             | 179          | 0,45         |             |             |  |
|                                   | Jean Trébuchet            | S&P             | 135          | 0,34         |             |             |  |
|                                   |                           |                 |              |              |             |             |  |
| Inscrits                          | Inscrits                  | Inscrits        | 69 190       | 100,00       | 69 194      | 100,00      |  |
| Abstentions                       | Abstentions               | Abstentions     | 29 029       | 41,96        | 30 328      | 43,83       |  |
| Votants                           | Votants                   | Votants         | 40 161       | 58,04        | 38 866      | 56,17       |  |
| Blancs et nuls                    | Blancs et nuls            | Blancs et nuls  | 511          | 1,27         | 1 258       | 3,24        |  |
| Exprimés                          | Exprimés                  | Exprimés        | 39 650       | 98,73        | 37 608      | 96,76       |  |
| Source : Ministère de l'Intérieur |                           |                 |              |              |             |             |  |

### Élections de 2017
|                                                                               |                                                                                    |                           |                           |                          |                          |
|                                                                               |                                                                                    | Premier tour 11 juin 2017 | Premier tour 11 juin 2017 | Second tour 18 juin 2017 | Second tour 18 juin 2017 |
|                                                                               |                                                                                    |                           |                           |                          |                          |
|                                                                               |                                                                                    | Nombre                    | % des inscrits            | Nombre                   | % des inscrits           |
| Inscrits                                                                      | Inscrits                                                                           | 70 441                    | 100,00                    | 70 441                   | 100,00                   |
| Abstentions                                                                   | Abstentions                                                                        | 36 125                    | 51,28                     | 40 041                   | 56,84                    |
| Votants                                                                       | Votants                                                                            | 34 316                    | 48,72                     | 30 400                   | 43,16                    |
|                                                                               |                                                                                    |                           | % des votants             |                          | % des votants            |
| Bulletins blancs                                                              | Bulletins blancs                                                                   | 533                       | 1,55                      | 2 726                    | 8,97                     |
| Bulletins nuls                                                                | Bulletins nuls                                                                     | 150                       | 0,44                      | 800                      | 2,63                     |
| Suffrages exprimés                                                            | Suffrages exprimés                                                                 | 33 633                    | 98,01                     | 26 874                   | 88,40                    |
|                                                                               |                                                                                    |                           |                           |                          |                          |
| Candidat Étiquette politique (partis et alliances)                            | Candidat Étiquette politique (partis et alliances)                                 | Voix                      | % des exprimés            | Voix                     | % des exprimés           |
|                                                                               |                                                                                    |                           |                           |                          |                          |
|                                                                               | Fadila Khattabi La République en marche !                                          | 10 766                    | 32,01                     | 17 554                   | 65,32                    |
|                                                                               | Jean-François Bathelier Front national                                             | 5 795                     | 17,23                     | 9 320                    | 34,68                    |
|                                                                               | Pascale Caravel Les Républicains (Union des démocrates et indépendants)            | 4 936                     | 14,68                     |                          |                          |
|                                                                               | Boris Obama La France insoumise                                                    | 4 238                     | 12,60                     |                          |                          |
|                                                                               | Kheira Bouziane-Laroussi (députée sortante) Divers gauche (Parti socialiste diss.) | 3 032                     | 9,01                      |                          |                          |
|                                                                               | Anne Dillenseger-Sebti Parti socialiste                                            | 2 016                     | 5,99                      |                          |                          |
|                                                                               | Michel Procureur Europe Écologie Les Verts                                         | 1 088                     | 3,23                      |                          |                          |
|                                                                               | Isabelle de Almeida Parti communiste français                                      | 571                       | 1,70                      |                          |                          |
|                                                                               | Dominique Mauri Écologiste (Mouvement 100 %)                                       | 415                       | 1,23                      |                          |                          |
|                                                                               | Christine Schenk Divers (Union populaire républicaine)                             | 268                       | 0,80                      |                          |                          |
|                                                                               | Stéphane Pournin Lutte ouvrière                                                    | 260                       | 0,77                      |                          |                          |
|                                                                               | Dominique Gros Extrême gauche (Parti ouvrier indépendant démocratique)             | 124                       | 0,37                      |                          |                          |
|                                                                               | Yilmaz Çelik Divers (Parti égalité et justice)                                     | 87                        | 0,26                      |                          |                          |
|                                                                               | Khaled Ben Letaïef Divers                                                          | 37                        | 0,11                      |                          |                          |
|                                                                               | Lucas Maitrot Divers gauche (Nouveau Souffle)                                      | 0                         | 0,00                      |                          |                          |
| Source : Ministère de l'Intérieur - Troisième circonscription de la Côte-d'Or |                                                                                    |                           |                           |                          |                          |

### Élections de 2022
| Résultats des élections législatives des 12 et 19 juin 2022 de la 3e circonscription de Côte-d'Or |                              |                          |                          |              |              |             |             |
| Candidat                                                                                          | Candidat                     | Parti et coalition       | Nuance                   | Premier tour | Premier tour | Second tour | Second tour |
| Candidat                                                                                          | Candidat                     | Parti et coalition       | Nuance                   | Voix         | %            | Voix        | %           |
|                                                                                                   | Fadila Khattabi              | LREM (ENS)               | ENS                      | 8 701        | 25,65        | 14 900      | 50,11       |
|                                                                                                   | Patricia Marc,               | LFI (NUPES)              | NUP                      | 8 610        | 25,38        | 14 835      | 49,89       |
|                                                                                                   | Dominique Alexandre Bourgois | RN                       | RN                       | 7 704        | 22,71        |             |             |
|                                                                                                   | Valérie Grandet              | LR (UDC)                 | LR                       | 2 853        | 8,41         |             |             |
|                                                                                                   | Xavier Richard               | PS diss. (PRG)           | DVG                      | 1 539        | 4,54         |             |             |
|                                                                                                   | Solène Lacroix-Samper        | REC                      | REC                      | 1 419        | 4,18         |             |             |
|                                                                                                   | Bruno Louis                  | SE                       | ECO                      | 904          | 2,66         |             |             |
|                                                                                                   | Clément Van Melckebeke       | L'Eng (FGR)              | DVG                      | 839          | 2,47         |             |             |
|                                                                                                   | François Benredjem           | PA                       | ECO                      | 469          | 1,38         |             |             |
|                                                                                                   | Fabienne Delorme             | LO                       | DXG                      | 318          | 0,94         |             |             |
|                                                                                                   | Tarja Fauvet                 | PP                       | DIV                      | 270          | 0,80         |             |             |
|                                                                                                   | Yasmina Hamidi               | DLF (UPF)                | DSV                      | 252          | 0,74         |             |             |
|                                                                                                   | Julien Collenne              | RS (LRDP)                | DSV                      | 45           | 0,13         |             |             |
| Votes valides                                                                                     | Votes valides                | Votes valides            | Votes valides            | 33 923       | 97,85        | 29 734      | 90,34       |
| Votes blancs                                                                                      | Votes blancs                 | Votes blancs             | Votes blancs             | 569          | 1,64         | 2 388       | 7,26        |
| Votes nuls                                                                                        | Votes nuls                   | Votes nuls               | Votes nuls               | 177          | 0,51         | 792         | 2,41        |
| Total                                                                                             | Total                        | Total                    | Total                    | 34 669       | 100          | 32 914      | 100         |
| Abstention                                                                                        | Abstention                   | Abstention               | Abstention               | 37 877       | 52,21        | 39 647      | 54,64       |
| Inscrits / participation                                                                          | Inscrits / participation     | Inscrits / participation | Inscrits / participation | 72 546       | 47,79        | 72 561      | 45,36       |

### Élections de 2024
| Candidat                 | Candidat                 | Parti et coalition       | Nuance                   | Premier tour | Premier tour | Second tour | Second tour |
| Candidat                 | Candidat                 | Parti et coalition       | Nuance                   | Voix         | %            | Voix        | %           |
| ------------------------ | ------------------------ | ------------------------ | ------------------------ | ------------ | ------------ | ----------- | ----------- |
|                          | Thierry Coudert          | RAD (RN)                 | UXD                      | 17 405       | 35,44        | 21 646      | 46,85       |
|                          | Pierre Pribetich         | PS (NFP)                 | UG                       | 14 532       | 29,59        | 24 555      | 53,15       |
|                          | Fadila Khattabi          | RE (ENS)                 | ENS                      | 11 695       | 23,81        | Retrait     | Retrait     |
|                          | Charle Bourgadel         | LR                       | LR                       | 3 611        | 7,35         |             |             |
|                          | Georges Mezui            | TdP diss.                | DVG                      | 1 176        | 2,39         |             |             |
|                          | Fabienne Delorme         | LO                       | EXG                      | 694          | 1,41         |             |             |
|                          |                          |                          |                          |              |              |             |             |
| Suffrages exprimés       | Suffrages exprimés       | Suffrages exprimés       | Suffrages exprimés       | 49 113       | 97,53        | 46 201      | 91,33       |
| Votes blancs             | Votes blancs             | Votes blancs             | Votes blancs             | 927          | 1,84         | 3 564       | 7,05        |
| Votes nuls               | Votes nuls               | Votes nuls               | Votes nuls               | 319          | 0,63         | 822         | 1,62        |
| Total                    | Total                    | Total                    | Total                    | 50 359       | 100          | 50 587      | 100         |
| Abstention               | Abstention               | Abstention               | Abstention               | 22 067       | 30,47        | 21 865      | 30,18       |
| Inscrits / participation | Inscrits / participation | Inscrits / participation | Inscrits / participation | 72 426       | 69,53        | 72 452      | 69,82       |

#### Département de la Côte-d'Or
- La fiche de l'INSEE de cette circonscription : « Tableaux et Analyses de la troisième circonscription de la Côte-d'Or », sur insee.fr, site de l'Institut national de la statistique et des études économiques (consulté le 10 juin 2007) [PDF]

- « Tous les députés du département de la Côte-d'Or depuis 1789 », sur assemblee-nationale.fr, site de l'Assemblée nationale française (consulté le 10 juin 2007)

- « Informations contentieuses sur le département de la Côte-d'Or (Élections législatives de 2002) », sur conseil-constitutionnel.fr, site du Conseil constitutionnel (consulté le 13 juin 2007)

#### Circonscriptions en France
- « Carte des circonscriptions législatives en France », sur assemblee-nationale.fr, site de l'Assemblée nationale française (consulté le 20 juin 2007)

- « Résultats électoraux officiels en France », sur interieur.gouv.fr, site du ministère de l'Intérieur (France) (consulté le 13 juin 2007)

- Description et Atlas des circonscriptions électorales de France sur http://www.atlaspol.com, Atlaspol, site de cartographie géopolitique, consulté le 13 juin 2007.